# Halobates hawaiiensis
Halobates hawaiiensis är en insektsart som beskrevs av Robert L. Usinger 1938. Halobates hawaiiensis ingår i släktet Halobates och familjen skräddare. Inga underarter finns listade i Catalogue of Life.

## Bildgalleri

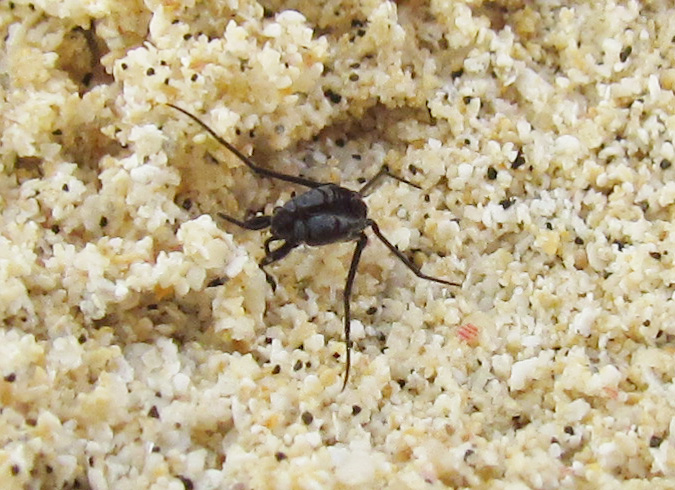